# Пассам
Пассам (англ. passam) — адамава-убангийский народ, населяющий восточную часть Нигерии, главным образом, селение Кпасам и его окрестности, которые размещены к югу от реки Бенуэ, к северо-востоку от города Джалинго и к западу от города Йола на трассе Нуман — Джалинго (район Нуман штата Адамава). Наиболее близки по языку и культуре народу пассам народы мумуйе, йенданг, вака, теме, кумба, бали, генгле и кугама — их области расселения расположены к югу от этнической территории пассам.
По оценкам, опубликованным на сайте организации Joshua Project, численность народа пассам составляет около 28 000 человек.
Народ пассам говорит на языке кпасам адамава-убангийской семьи нигеро-конголезской макросемьи. Данный язык известен также под названиями «бало», «кпашам», «майя», «ньисам», «пассам». В классификации языков адамава, представленной в справочнике языков мира Ethnologue, язык кпасам вместе с языками бали, кугама, йенданг и йотти входит в состав подгруппы янданг группы мумуйе-янданг ветви леко-нимбари. Близок языку бали, возможно, кпасам и бали представляют собой два диалекта одного языка кпасам-бали. Численность говорящих на языке кпасам, согласно данным, опубликованным в справочнике Ethnologue, составляет около 3000 человек. Помимо родного языка представители народа пассам также владеют широко распространёнными на севере и на востоке Нигерии языками хауса и фула (нигерийский фульфульде), а также центральночадским языком бачама.
Большинство представителей народа пассам придерживается традиционных верований (65 %), значительная часть исповедует христианство (25 %), число мусульман среди пассам сравнительно невелико (10 %).